# Santa Cristina (Cospeito)
Santa Cristina (llamada oficialmente San Xiao de Santa Cristina) es una parroquia española del municipio de Cospeito, en la provincia de Lugo, Galicia.

## Otras denominaciones
La parroquia también es conocida por el nombre de San Xulián de Santa Cristina.

## Organización territorial
La parroquia está formada por dieciséis entidades de población, constando doce de ellas en el nomenclátor del Instituto Nacional de Estadística español:
- Abelleiras (As Abelleiras de Abaixo)
- Acernadas (As Acernadas)
- A Murcia
- Anidos
- As Abelleiras de Arriba
- Bouza (A Bouza)
- Carboeiro (O Carboeiro)
- Cerveiro (O Cerveiro)
- Espiñeira (A Espiñeira)
- Fontarán
- Moutillón
- Pacio (O Pacio)
- Pedo (O Pedo)
- Seixas (As Seixas)
- Xunto da Iglesia (Xunto da Igrexa)

## Demografía
| Gráfica de evolución demográfica de Santa Cristina entre 2000 y 2019 |
|                                                                      |
| Datos según el nomenclátor publicado por el INE.                     |